# Leptostomopsis nivea
Leptostomopsis nivea là một loài Rêu trong họ Bryaceae. Loài này được (Besch.) J.R. Spence mô tả khoa học đầu tiên năm 2009.